# Dascyllus carneus
Dascyllus carneus là một loài cá biển thuộc chi Dascyllus trong họ Cá thia. Loài này được mô tả lần đầu tiên vào năm 1885.

## Từ nguyên
Tính từ định danh carneus trong tiếng Latinh có nghĩa là "có màu da người", hàm ý đề cập đến mô tả của loài cá này, "sẫm màu da người" (bản dịch).

## Phạm vi phân bố và môi trường sống
Từ bờ biển Đông Phi (xa về phía nam ít nhất là đến vịnh Maputo), D. carneus được phân bố trải dài về phía đông, băng qua hầu hết các đảo quốc trên Ấn Độ Dương đến biển Andaman và biển Java (không được biết đến ở Tây Úc). D. carneus sống ở độ sâu khoảng 5–40 m, thường được tìm thấy trong những cụm san hô phân nhánh (như Acropora).

## Mô tả
Chiều dài cơ thể lớn nhất được ghi nhận ở D. carneus là 7 cm. D. carneus cùng Dascyllus marginatus là hai loài có kích thước nhỏ nhất trong chi, hiếm khi vượt quá 5 cm. Cả hai loài này nằm trong nhóm phức hợp loài Dascyllus reticulatus cùng với Dascyllus flavicaudus.
D. carneus có kiểu hình khá giống với D. reticulatus, đều có màu vàng nâu nhạt với một dải sọc đen ở sau đầu và băng qua gốc vây ngực, trừ vây ngực và vây đuôi trong suốt, các vây còn lại sẫm đen. Tuy nhiên, vùng đầu của D. carneus có rất nhiều đốm chấm màu xanh lam, điều không thấy ở D. reticulatus.
Số gai ở vây lưng: 12; Số tia vây ở vây lưng: 1416; Số gai ở vây hậu môn: 2; Số tia vây ở vây hậu môn: 13; Số gai ở vây bụng: 1; Số tia vây ở vây bụng: 5; Số tia vây ở vây ngực: 20–21.

## Phân loại học
McCafferty và cộng sự (2002) phát hiện rằng, quần thể của loài D. reticulatus được chia thành hai dòng khác nhau và tách biệt về mặt địa lý, dòng phía bắc phạm vi có quan hệ cận ngành với D. flavicaudus, còn dòng thứ hai hợp thành nhóm chị em với D. carneus.

## Sinh thái học
Thức ăn của D. carneus chủ yếu là các loài động vật phù du và chúng thường sống thành đàn trên mỗi cụm san hô. Cá đực có tập tính bảo vệ và chăm sóc trứng; trứng có độ dính và bám vào nền tổ. Cũng như những loài cùng chi, D. carneus có thể tạo ra âm thanh, đặc biệt là khi cá đực đang thực hiện màn tán tỉnh cá cái.